# Vlas Tchoubar
Vlas Iakovytch Tchoubar (en ukrainien : Влас Якович Чубар), né en 1881 et mort en 1939, est un homme d'État ukrainien, qui occupa le poste de Premier ministre de la RSS d'Ukraine de 1923 à 1934.

## Biographie

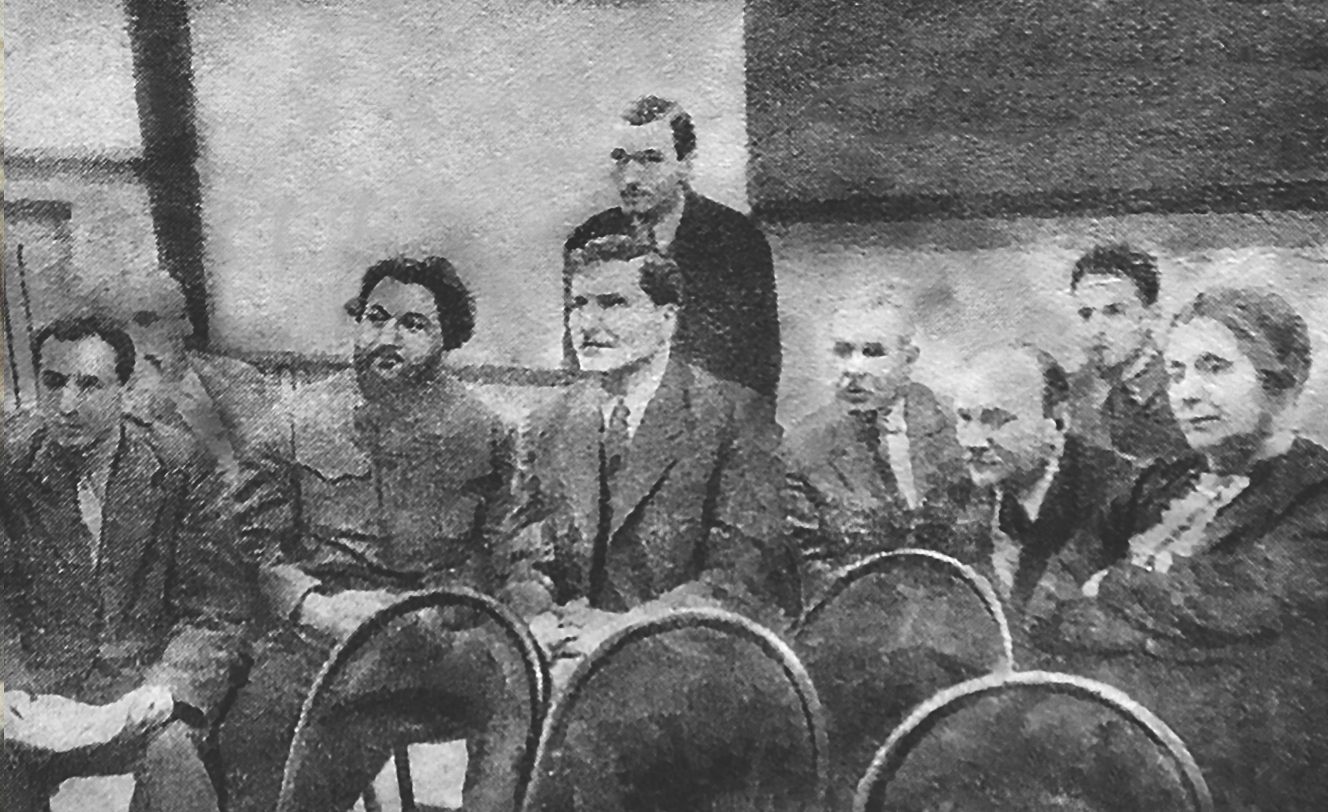
Vlas Tchoubar au centre avec Artemiy Khalatov le second à partir de la gauche en 1936.

Arrêté en juin 1938, il fut exécuté en février 1939 par le bourreau Vassili Blokhine. Il fut réhabilité en 1955 lors de la déstalinisation. Le 13 janvier 2010, il fut condamné à titre posthume pour génocide par la cour suprême de Kiev.